# Sturzkampfgeschwader
Sturzkampfgeschwader foi um termo alemão para designar uma asa composta por bombardeiros de mergulho, significando literalmente "asa de bombardeio de mergulho". A aeronave mais famosa a compor estas asas foi o Junkers Ju 87 Stuka.